# Ana Hanžeković
Ana Hanžeković hrvatska je pravnica, starija kći odvjetnika  Marijana Hanžekovića, predsjednica Nadzornog odbora EPH.

## Obrazovanje
Diplomirala je 2001. na Pravnom fakultetu Sveučilišta u Zagrebu, na kojemu je četiri godine kasnije položila pravosudni ispit. Usavršavala se 2009. godine na Poslovnom fakultetu London Business School (LBS) Sveučilišta u Londonu.

## Djelovanje
Od 2004. radila je u odvjetničkom uredu Hanžeković, Radaković i partneri. Potkraj 2008. imenovana je u Upravu Genere, tvrtke koja jedina u Hrvatskoj proizvodi veterinarsko-medicinske proizvode. Menadžersko iskustvo stjecala je u Diners Clubu Adriaticu, 

## Humanitarni rad
Utemeljiteljica je humanitarne Zaklade Ivana Hodak u spomen svoje ubijene prijateljice. 